# Поцило (Казерта)
Поцило је насеље у Италији у округу Казерта, региону Кампанија.
Према процени из 2011. у насељу је живело 587 становника. Насеље се налази на надморској висини од 214 м.